# Oleria graciella
Oleria graciella är en fjärilsart som beskrevs av Charles Oberthür 1878. Oleria graciella ingår i släktet Oleria, och familjen praktfjärilar. Inga underarter finns listade.